# Lesa majestad
Lesa majestad (del latín Laesa maiestas o Laesae maiestatis, fig. lesión o agravio contra la majestad) es un delito genérico de orden público, inherente a las génesis de la civilización y a sus ciudadanos, que puede ser considerado tanto como una ofensa o como un crimen en contra de un estado (repúblicas), análogamente, rey (reinos) o emperador (imperios). Desde la antigua Roma, fue legislado como un delito político, contra el pueblo, el príncipe y el estado, y que incluyó los ámbitos de la divinidad. Desde entonces está presente en todos los países que tienen legado cultural romano.

Crimen de lesa majestad es el que se acomete contra el pueblo romano o contra su seguridad.
Ulpiano

## Locuciones
Laesa maiestas, es en algún aspecto universal. En español "lesa majestad", en francés "Lèse majesté", inglés "lese majesty". En China imperial, «a quien faltare el respeto al emperador».

## Etimologías
Lesa, del latín laesus, «lastimar», «ofender» y en metátesis, del griego deeleoo, «herir». Majestad, del latín majestas -atis, «grandeza», «dignidad», de magis, «más», de la raíz sánscrita mah, helenizada y latinizada en mag, «crecer». Para Rufo Festo, la palabra «majestad» se significaba derivada desde magnitudinem, y en un sentido lato o extenso comprendería todo lo grande y digno de veneración.

## Historia

### Mitos y leyendas
Entre las varias leyendas sobre la fundación de Roma, una versión dice que Rómulo mató a Remo porqué este saltó, con burla, el trazado de las murallas que para la defensa de la futura ciudad aquel había arado (Pomerium). De la fábula o analogía literaria se infiere que Remo simbolizaba un delito de «lesa majestad» o contra Roma o contra una supuesta Lex Regia fundacional o ambas cosas, donde subyace la actitud ofensiva o contraria. Se ha supuesto que Rómulo publicó una ley contra los traidores y que esta, según Terrasson, fuese la base de todas las de crimen de estado, porqué este iba siempre aparejado con la traición.

### Antigua Roma
La rebelión contra la majestas del pueblo romano ya estaba castigada por las Doce Tablas con pena capital y con la infamia a la memoria del culpable, se refería a los que hubieran promovido a declararse contra Roma. Prodition era la traición interior o las conspiraciones contra el Estado e incluía las reuniones sediciosas nocturnas. Perduelion era la traición exterior o inteligencia con el enemigo y también incluía entregarle sus ciudadanos.
Según Tacito, en tiempos de la República Romana había una ley senatorial que especificaba los delitos de lesa majestad, e imponía pena capital, para cuatro supuestos en contra de la dignidad de Roma:
- Abandonar al ejército en país enemigo.
- Suscitar sediciones.
- Administrar mal los negocios o los caudales públicos.
- Si la majestad (majestas) del pueblo romano había quedado mancillada con deshonor.

Fuentes romanas la encuentran también legislada con Sila y en los reinados siguientes a la república romana tardía, con César, César Augusto y con Tiberio alrededor del año 15 d. C.
La ley Julia dada por César castiga todo hecho cometido directamente contra la seguridad del estado o la majestad del emperador ad juliam majestatem, pero redujo esta pena a interdicción o veto del uso del agua y del fuego, esto suponía el destierro. Augusto restableció la pena de muerte para los delitos de lesa majestad, sacrilegio y adulterio, estos fueron definidos por las leyes «Julia» de Augusto. Tiberio, por consejo de Sejano, modificó el delito de lesa majestad de la época de Augusto y lo extendió como una ley de rentas, Lex maiestate, de donde surgió la magistratura de los delatores que Domiciano declaró sagrada.
En ese tiempo, como el emperador Romano estaba identificado con el estado romano (el imperio nunca se convirtió oficialmente en una monarquía), era aplicado simultáneamente a las ofensas en contra de su persona. Aunque legalmente el princeps civitatis (su título oficial, llamado el 'primer ciudadano') nunca se convirtió en un soberano, pues la república nunca se abolió, los emperadores tenían que ser deificados como "divos", primero post mortem y al final aun reinando por lo que gozaban de la protección legal por parte del culto imperial del estado ya que era Pontifex Maximus.

### Asimiladas
Julia de uso de la fuerza:
- De vi pública y de vi privata, «la fuerza pública y privada», aunque ya existía legislación desde Catulo, César la renovó y Octavio la definió como la de «violencias públicas y privadas».

#### Monedero falso
El monedero falso tenía entre los romanos la misma pena que lesa majestad. Con Sila, se publica la ley Cornelia de falsis contra la falsificación o acuñación de moneda falsa. Unas leyes de Valentiniano II, Teodosio I y Arcadio, asimilaron nuevamente los delitos de lesa majestad a los «monederos falsos».

### Edad Media

#### Justiniano
A principios de la Edad Media, Justiniano compila el Corpus iuris civilis y bajo este título «Ad legem Juliam magestatis» inaugura en el tratado sobre los juicios públicos la llamada Julia magestatis, clasifica la «lesa majestad» con dos matices: crimen directo contra el estado «perduellionis», o «in specie», y a este se le define como indirecto, «cuando alguno indirectamente perjudica al soberano o al estado», como sucede cuando se acuña moneda falsa.

#### Cuerpos legales visigodos
Siguiendo la tradición romana, como el Código Teodosiano, Código de Justiniano y la interpretación visigoda del Liber Iudiciorum, en la Europa de la Alta Edad Media y del Feudalismo, los crímenes de lesa majestad fueron catalogados indistintamente como "traición".

#### Ira regis e pax regis
Con origen en los reinos germánicos se presenta esta locución como una figura jurídica medieval nueva, quasi equivalente, la ira regis o ira del rey, similar a la antigua figura de la traición y el reverso jurídico de la pax regis. En España se documenta en el siglo X. También tiene una dimensión literaria siendo el argumento central del Cantar de mio Cid.

#### Cuerpos legales castellanos
El crimen de lesa majestad procedente del derecho romano se recoge en el derecho castellano medieval bajo el concepto de las «traiciones» en el Fuero Juzgo de Fernando III, en el espéculo de las leyes y en las Siete Partidas de Alfonso X. La fuente más clara del texto alfonsino es la ley Quisquis del Código de Justiniano.

Laesae majestatis crimen, tanto quiere decir en romance, como yerro de traycion que faze ome contra la persona del rey (...). Título II, De las traiciones.

Enumerándose hasta catorce formas distintas de traición asociada con los conceptos del regicidio, bien común, la lealtad o fieldad recíproca, del pueblo al rey y del rey hacia este, de lo militar, de las ciudades, de la oficialidad de las cortes reales y nuevamente las falsedades de moneda, sellos y documentos públicos.

### Edad Moderna
El concepto también ha existido en culturas que adoptaron las fuentes clásicas, Catalina II de Rusia puso en las instrucciones para el nuevo código de Rusia imperial, «bajo las palabras delitos de lesa majestad, se comprenden todos los cometidos contra la seguridad del soberano y del imperio».

### Edad Contemporánea
Desde la era de la revoluciónes, como la revolución francesa con la abrogación de la monarquía absoluta, este aspecto regio se desprende o matiza, aunque subsiste el crimen de estado, que tras las revoluciones siempre se restablece plenamente en las nuevas constituciones, como la traición, y los asimilados, como la falsificación moneda. En estados donde el gobernante o sistema de gobierno es usualmente connotado con aspectos de tiranía clásica, a pesar de la constitucionalidad (monarquías de África y Asia) y al igual que bajo ciertos capítulos de la antigua Roma, algunos países han sido criticados por tener leyes de lesa majestad como pretexto para deshacerse de los opositores, como recientemente en Tailandia donde el rey es considerado un ser divino y cualquier ofensa a la corona es castigada de 3 a 15 años de cárcel.